# Vintijan
Vintijan is een plaats in de gemeente Medulin in de Kroatische provincie Istrië. De plaats telt 126 inwoners (2001).